# Alcis ferruginaria
Alcis ferruginaria är en fjärilsart som beskrevs av Felix Bryk 1948. Alcis ferruginaria ingår i släktet Alcis och familjen mätare. Inga underarter finns listade i Catalogue of Life.